# Knoller C.II
El Knoller C.II va ser un avió de reconeixement construït a Àustria-Hongria durant la Primera Guerra Mundial per a l'ús de la força aèria austrohongaresa. Era un disseny biplà convencional amb ales esglaonades i amb pilot i observador asseguts en tàndem en una cabina oberta. Com el disseny anterior de Knoller, el C.I, l'ala superior es va desplaçar enrere, però no tant com ho havia estat en els avions anteriors. L'estructura era de fusta en la seva totalitat, amb les ales recobertes de tela i el buc, de contraplacat. Els tirants entre ales eren d'acer i es disposaven en una configuració equilàtera.
La producció inicial es va dur a terme en tres lots de 24 avions, un cadascun per a les fàbriques Aviatik, Lohner i WKF, i el primer aparell es lliurà a l'exèrcit el setembre de 1916. El 10 de febrer de l'any següent, les ales d'aquest aparell es van ensorrar durant el vol i la seva la tripulació va morir en la caiguda que es va produir a continuació, provocant la suspensió de la producció. Se'n conserva un sol exemple al Museu Tècnic Nacional de Praga.

## Historial de servei
Comparativament, es van enviar pocs aparells Knoller C.II a les unitats de primera línia, i reberen una crítica negativa gairebé unànime sobre la resistència, la qualitat de la construcció i les característiques de vol. Tot i que es van construir tots els avions contractats, molts es van emmagatzemar sense muntar, a causa de l'arribada d'altres tipus amb un rendiment i qualitats de vol superior.

## Variants
C.II(Av) sèrie 36
Knoller C.II propulsat per un motor Austro-Daimler de 185 CV i sis cilindres, construït a Aviatik-Österreichish-Ungarische Flugzeugfabrik Aviatik. 24 construïts.
C.II(Av) sèrie 136
Knoller C.II propulsat per un motor Austro-Daimler de 160 CV i sis cilindres, construït a Aviatik-Österreichish-Ungarische Flugzeugfabrik Aviatik. 24 encarregats, tots van quedar emmagatzemats sense muntar.
C.II(Lo) sèrie 19
Knoller C.II propulsat per un motor Austro-Daimler de 185 CV i sis cilindres, construït a Lohner-Lohnerwerke GmbH. 16 construïts.
C.II(Lo) sèrie 119
Knoller C.II propulsat per un motor Austro-Daimler de 160 CV i sis cilindres, construït a Lohner-Lohnerwerke GmbH. 32 construïts.
C.II(WKF) sèrie 81
Knoller C.II propulsat per un motor Austro-Daimler de 160 CV i sis cilindres, construït a WKF-Wiener Karosserie und Flugzeugfabrik. 24 construïts.

## Operadors
Àustria-Hongria
- Forces aèries austrohongareses

Flik 66/D (81.01, 81.02 i 81.04)
Flik 67/D (81.03 i 81.05)
Flek 1, 5, 8, i 18 (sèrie 81)
Correu aeri a Aspern (81.11 i 81.23 amb tanc per a 4 hores de vol)
Flik 70 (36.08, 36.10, 36.11, 36.14 i 36.20)
Flek 5 (sèrie 36)
Flik 50
Flieger-Versuchsabteilung Stryj
 Regne d'Hongria
- Força aèria hongaresa

5è esquadró aeri hongarès (9 de la sèrie 119)